# Config.sys
Config.sys est un fichier texte intervenant dans le démarrage des systèmes d'exploitation DOS et compatibles.
Dans le démarrage d'un système d'exploitation MS-DOS, ce fichier intervient après MSDOS.SYS et IO.SYS et avant Autoexec.bat.
Ce fichier texte contient les ordres de lancement de dispositifs matériels et/ou des ordres de paramétrage du système MS-Dos. Par exemple, le nombre de buffers (tampons) utilisés pour les accès disques, ou le nombre maximum de fichiers ouverts simultanément (FILES).

## Contenu
Les commandes dans le CONFIG.SYS peuvent être réparties en quatre catégories :
1. Commandes de chargement de programmes ;
2. Commandes de configuration du noyau DOS ;
3. Commandes de menus ;
4. Commandes diverses.